# Anton Corbijn

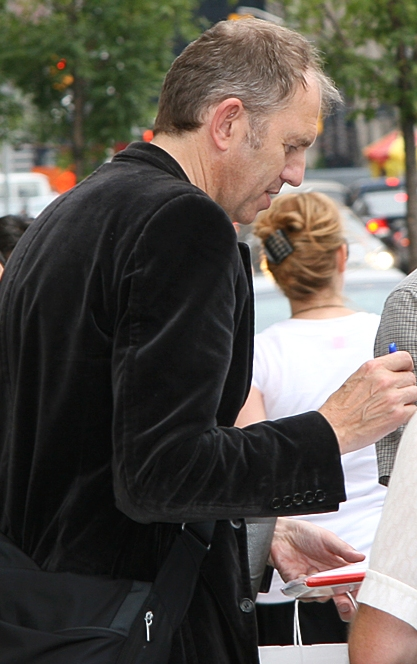
Anton Corbijn

Anton Corbijn (* 20. května 1955) je nizozemský fotograf a režisér ze Strijenu v Holandsku. Je známý prací na videoklipech pro skupiny jako Roxette, Depeche Mode (např. klip „Personal Jesus“, 1989), U2 nebo Nirvana („Heart-Shaped Box“, 1993) a režíroval životopisný film o Ianu Curtisovi Control.
Kromě režírování se podílí na zviditelnění skupin Depeche Mode a U2, přispívá svými fotografiemi v jejich reklamě.

## Kariéra
Corbijn začal pořizovat fotografie během živého koncertu v roce 1972. V roce 1979 se přestěhoval do Londýna a stal se regulérním fotografem pro společnost New Musical Express.
Mezi jeho významné fotografické zakázky: Bill Haley, Joy Division, Public Image Ltd., Spin, Details, Vogue, Rolling Stone.
Spolupracoval s významnými lidmi, řediteli velkých společností, spisovateli a žurnalisty, jako jsou například James Truman, Nick Kent, Bart Bull, Nick Cave, William Burroughs, Everett True, Alan Jones, Tony Parsons a s mnohými dalšími.

## Corbijn fotograf

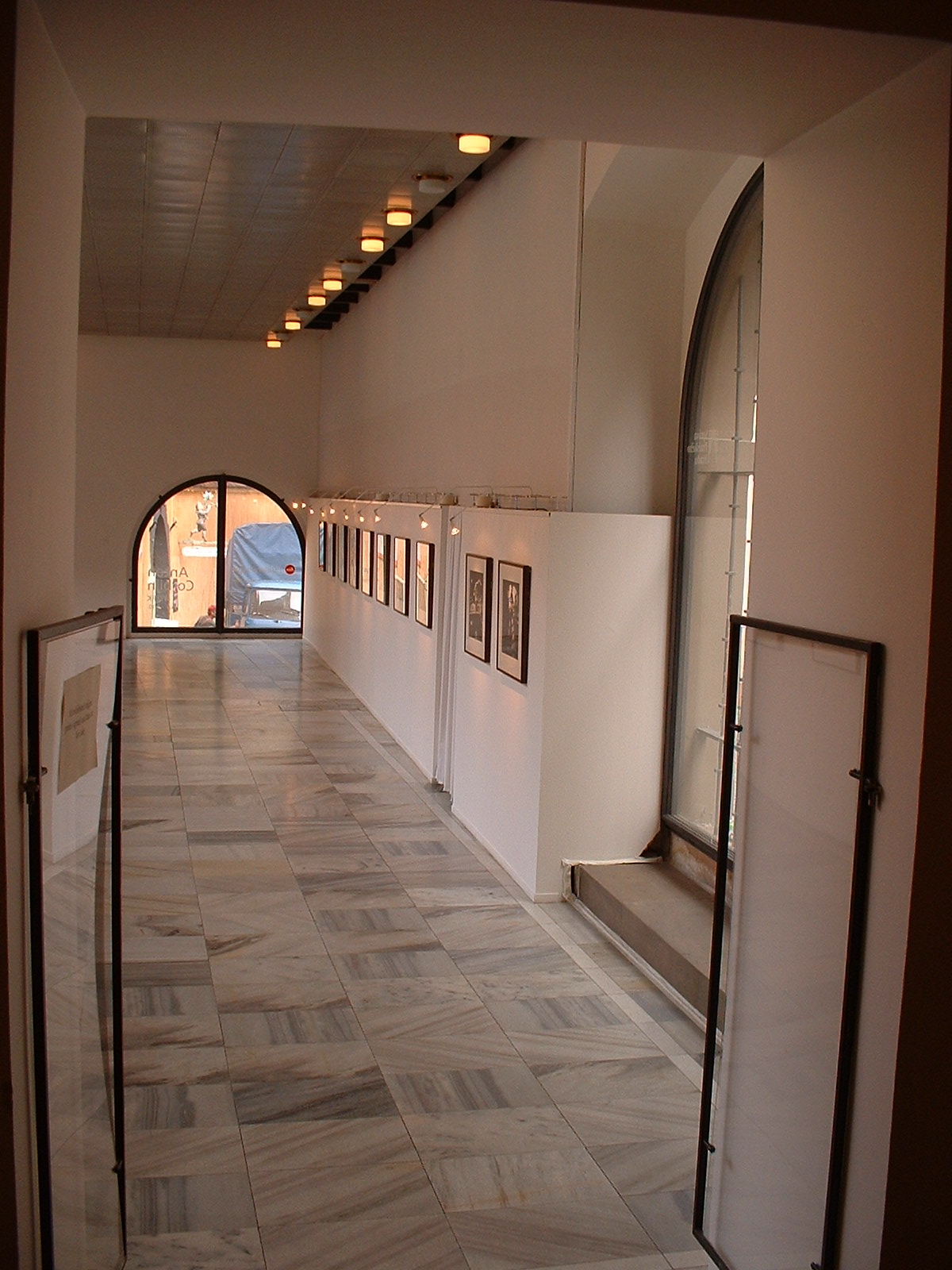
Výstava Corbijna v Praze na hradě, 2002

Corbijn se vyhýbá fotografii typu klasické glamour. Místo toho nabízí černobílé snímky z běžného života plné čistých emocí.
Umělci, které Corbijn fotografoval:
| - Adam Ant - Aimee Mann - Annie Lennox - Anthony Kiedis - Bauhaus - Beck - Bee Gees - Billy Idol - Björk - Bob Dylan - Bono - Boy George - Brian Eno - Brainstorm - Bruce Cockburn - Bruce Springsteen - Bryan Ferry - Cabaret Voltaire - Cameron Diaz - Captain Beefheart - Christy Turlington - Clint Eastwood - Coldplay - Courtney Love - The Cramps - Danny DeVito - David Bowie - David Byrne - David Gahan - Debbie Harry - Dennis Hopper - Depeche Mode - Dwight Yoakam - Eagle-Eye Cherry | - Eazy-E - Echo & the Bunnymen - Elvis Costello - Foo Fighters - Frank Sinatra - Frank Tovey - Frankie Goes to Hollywood - Glenn Danzig - Glenn Close - Grace Jones - Helena Christensen - Henry Rollins - Herbert Grönemeyer - Ian Curtis - Ian McCulloch - Iggy Pop - The Immaculate Consumptive - Isabella Rossellini - Isaac Hayes - James Brown - James (Hans) Last - Jeff Buckley - Jerry Lee Lewis - Jimmy Page - Jodie Foster - John Cale - John Lee Hooker - Johnny Cash - Johnny Depp - Johnny Rotten - Jon Bon Jovi - Joseph Arthur - Joy Division - Julian Cope - Lou Reed - Luciano Pavarotti | - Kate Bushová - Keith Richards - Kraftwerk - Kurt Cobain - Kylie Minogue - LL Cool J - Lenny Kravitz - Madness - Mansun - Massive Attack - Marianne Faithfull - Martin Gore - Martin Scorsese - Metallica - Michael Franti - Michael Schumacher - Michael Stipe - Mick Jagger - Miles Davis - Morrissey - Naomi Campbell - Neil Young - Nick Cave - Nicolas Cage - Nirvana - PJ Harvey - Palais Schaumburg - Paul Oakenfold - Pet Shop Boys - Pete Townshend - Peter Gabriel - Peter Hammill - Peter Murphy - Propaganda | - Quentin Tarantino - R.E.M. - Robert De Niro - Robert Plant - Rolling Stones - Roy Orbison - Saybia - Sean Penn - Simple Minds - Sinéad O'Connor - Siouxsie Sioux - Skunk Anansie - Sophie Zelmani - Steely Dan - Stephen Dorff - Steven Spielberg - Stevie Wonder - Sting - Takeshi Kitano - The Killers - Therapy? - Travis - Trent Reznor - Tom Jones - Tom Waits - Tricky - U2 - Van Morrison - Vanessa Paradis - Wilco - Willem Dafoe - William S. Burroughs - Xmal Deutschland - ZZ Top |

## Filmografie

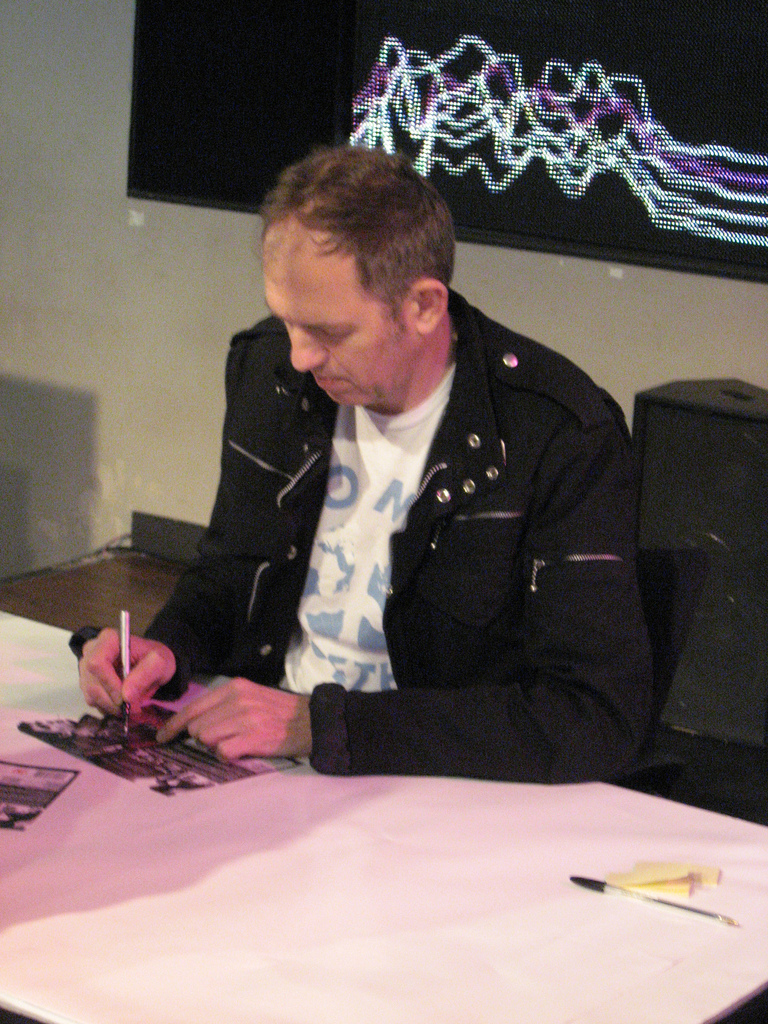
Anton Corbijn v roce 2008

| - Hockey, Palais Schaumburg (1983) - Beat Box, Art of Noise (1984) - Dr. Mabuse, Propaganda (1984) - Red Guitar, David Sylvian (1984) - Seven Seas, Echo & the Bunnymen (1984) - The Ink in the Well, David Sylvian (1984) - Pride (In the Name of Love) (třetí verze), U2 (1984) - Bring on the Dancing Horses, Echo & the Bunnymen (1985) - Quiet Eyes, Golden Earring (1986) - A Question of Time, Depeche Mode (1986) - Bedbugs and Ballyhoo, Echo & the Bunnymen (1987) - Strangelove, Depeche Mode (1987) - Pimpf, Depeche Mode (1987) - The Game, Echo & the Bunnymen (1987) - Never Let Me Down Again, Depeche Mode (1987) - Lips Like Sugar (první verze), Echo & the Bunnymen (1987) - Behind the Wheel, Depeche Mode (1987) - Welcome to Paradise, Front 242 - My Secret Place, Joni Mitchell spolu s Petrem Gabrielem (1988) - Blueprint, Rainbirds (1988) - Atmosphere, Joy Division (1988) - Headhunter, Front 242 (1988) - Faith and Healing, Ian McCulloch (1989) - Sea of Time, Rainbirds (1989) - White City of Light, Rainbirds (1989) | - Personal Jesus, Depeche Mode (1989) - Killer Wolf, Danzig (1990) - Enjoy the Silence (první verze), Depeche Mode (1990) - Policy of Truth, Depeche Mode (1990) - World in My Eyes, Depeche Mode (1990) - May This Be Your Last Sorrow, Banderas (1990) - Clean, Depeche Mode (1991) - Marie, Herbert Grönemeyer (1991) - Two Faces, Rainbirds (1991) - Tragedy (For You), Front 242 (1991) - Halo, Depeche Mode (1991) - Front By Front, Front 242 (1992) - Hail Hail Rock 'n' Roll, Garland Jeffreys (1992) - Lover Lover Lover, Ian McCulloch (1992) - One (original version), U2 (1992) - Straight To You, Nick Cave and the Bad Seeds (1992) - Dirty Black Summer, Danzig (1992) - Do I Have to Say the Words?, Bryan Adams (1992) - I Feel You, Depeche Mode (1993) - Walking In My Shoes, Depeche Mode (1993) - Condemnation (první verze), Depeche Mode (1993) - Heart-Shaped Box, Nirvana (1993), winner MTV Video Music Award for Best Alternative Video - Delia's Gone, Johnny Cash (1994) - Mockingbirds, Grant Lee Buffalo (1994) - In Your Room, Depeche Mode (1994) - Liar, Henry Rollins (1994) - Love & Tears, Naomi Campbell (1994) - Have You Ever Really Loved A Woman?, Bryan Adams (1995) - My Friends (song) (první verze), Red Hot Chili Peppers (1995) - Hero of the Day, Metallica (1996) - Mama Said, Metallica (1996) | - Barrel of a Gun, Depeche Mode (1997) - It's No Good, Depeche Mode (1997) - Useless, Depeche Mode (1997) - Please (první verze), U2 (1997) - Bleibt Alles Anders, Herbert Grönemeyer (1998) - Fanatisch, Herbert Grönemeyer (1998) - Goddess on a Hiway (druhá verze), Mercury Rev (1998) - Stars, Roxette (1999) - Opus 40 (první verze), Mercury Rev (1999) - Salvation, Roxette (1999) - Chemical (první verze), Joseph Arthur (2000) - In The Sun, Joseph Arthur (2000) - Invalid Litter Dept., At the Drive-In (2001) - Freelove (druhá verze), Depeche Mode (2001) - Mensch, Herbert Grönemeyer (2002) - Electrical Storm, U2 (2002) - Re-Offender, Travis (2003) - Zum Meer, Herbert Grönemeyer (2003) - All These Things That I've Done (druhá verze) The Killers (2005) - Talk, Coldplay (2005) - Suffer Well, Depeche Mode (2005) - One Wish, Roxette (2006) - En händig man, Per Gessle (2007) - Shadowplay, The Killers (2007) - Viva La Vida Coldplay (2008) - Should Be Higher, Depeche Mode (2013) |

## Galerie

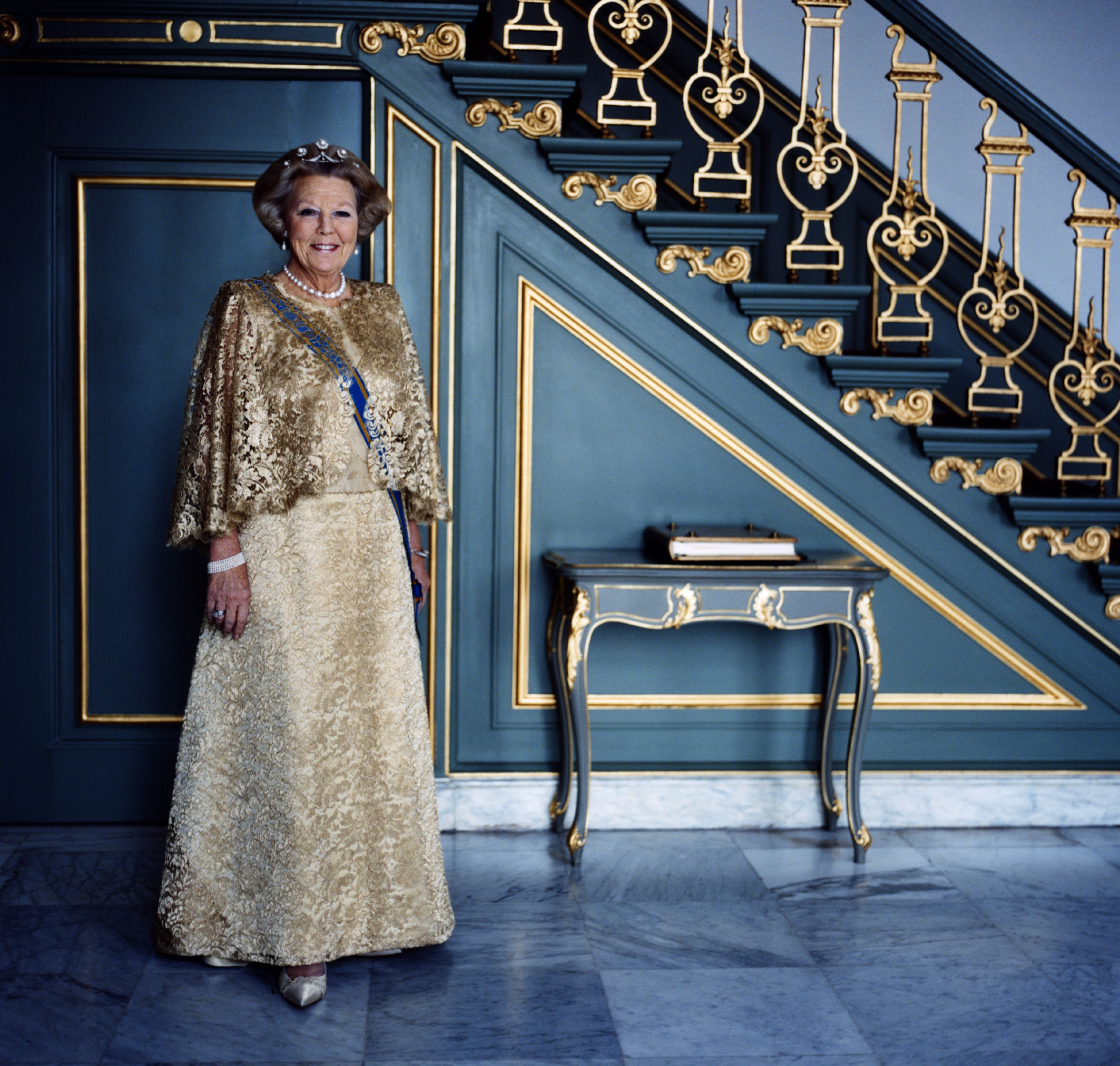
Oficiální portrét královny Beatrix Nizozemské, 2008